# 先锋道街道
先锋道街道，是中华人民共和国内蒙古自治区包头市青山区下辖的一个乡镇级行政单位。

## 行政区划
先锋道街道下辖以下地区：
葛兰社区、福荣社区、青园社区、哈达社区、光荣社区和北嘉社区。